# Manoir des Castillez
Le manoir des Castillez est situé à Lizio en France.

## Localisation
Le manoir est situé sur le territoire de la commune de Lizio, au lieu-dit les Castillez, dans le département du Morbihan en région Bretagne.

## Description
Le manoir date des XVIe et XVIIe siècles, le logis est construit selon un plan en L, édifice à un étage carré, élévation à travées. Toiture à longs pans recouverte d'ardoises, pignon découvert. La tour d'escalier postérieure abrite un escalier à vis. Le lignolet sculpté d'animaux, encore visible en 1984, a été remplacé,.

## Historique
La réformation de 1427 cite l´hébergement du Castillier à Jean de Malestroit de Kaer avec une métairie, où demeure Jehan Servet ou Cernet ; celles de 1513 et de 1536 mentionnent Tristan de Carné comme propriétaire,.
Le manoir est inscrit à l'inventaire général du patrimoine culturel.